# Amanda Sedgwick
Amanda Sedgwick, född 7 oktober 1970, är en svensk jazzsaxofonist. Hon har synts och hörts på den svenska jazzscenen sedan 1990-talet och även i perioder haft sin bas i  Nederländerna eller USA.

## Biografi

### Uppväxt och studier
Hon är uppvuxen i Stockholm men tidvis också verksam i Nederländerna och USA. Hon har såväl svenskt som amerikanskt medborgarskap, det senare på grund av att hennes far var amerikan.
Under studietiden på Södra Latin i Stockholm blev Sedgwick medlem i det storband som Nils Lindberg ledde, Stockholms Storband. Efter två år på folkhögskola i Skurup kom hon in på Kungliga Musikhögskolan, där hon studerade harmonilära, orkestrering och arrangering.

### Nederländerna och USA
Senare kom hon att bosätta sig två år i Haag där hon tog lektioner av Ben van den Dungen.
2004 flyttade Sedgwick till Atlanta, där hon också stannade två år innan hon återvände till Sverige 2006. Under tiden 2007–2010 besökte hon New York ett flertal gånger. 2010 stannade hon där i ett och ett halvt år, där hon bland annat kom i kontakt  med trumpetaren Jeremy Pelt och saxofonisten Billy Harper.

### Album
Debutalbumet Volt från 1996 belönades med priset "Årets Jazz i Sverige". På albumet ägnade sig Sedgwick åt experimenterande, där kompositionerna var i flera satser och sättningar i en kombination av jazz och stråkkvartett.
Därefter följde Reunion (2004), Delightness (2009) och Shadow and Act (2013). På dessa album presenterades i första hand Sedgwicks egen musik, en musik alltmer blivit präglad av utpräglad hardbop och bebop.

### Senare år
Sedgwick har spelat med bland andra Rolf Ericson, Bernt Rosengren, Nisse Sandström, Freddie Redd, Walter Booker, Johnny O’Neal, Willie Jones och Leroy Williams. Sedan 2012 är hon ledare av en bebopinspirerad kvintett, där även trumpetaren Dwayne Clemons ingår.
I januari 2013 spelade Sedgwick i Berwaldhallen med Sveriges Radios symfoniorkester i en hyllningskonsert för Quincy Jones och hans musik, tillsammans med Tommy Körberg och Sarah Dawn Finer. Konserten sändes i Sveriges Television.
Sedan 2014 har Sedgwick spelat och turnerat med den brittiska sångaren och musikern Georgie Fame, tillsammans med Claes Crona Trio. Hon har också spelat i Stockholm Jazz Orchestra, Ann-Sofi Söderqvist Jazz Orchestra. 2020 syntes Sedgwick som del av Kustbandet, där musiken som spelas är av bland andra Louis Armstrong, Duke Ellington eller Count Basie.
Sedgwick har under senare år turnerat med sextetten Bird’s Nest. De framträder främst på svenska jazzklubbar, med kompositioner av kända namn som Bud Powell, Dizzy Gillespie, Coleman Hawkins och Don Byas. En inspelning från JANO, Jazzklubb Nordost i Vallentuna, sändes i SVT under sommaren 2021. I sextetten ingår förutom Amanda Sedgwick själv, trumpetaren Dwayne Clemons, gitarristen Alexander Brott, basisten Björn Lundén och trumslagaren Mattias Puttonen och vid pianot Carl Orrje.

### Andra aktiviteter
Sedgwick har undervisat vid Morehouse College och Kungliga Musikhögskolan i Stockholm. Hon håller även workshops och master-kurser. Kungliga Musikhögskolans Jazz Orchestra leds numera av Sedgwick.

## Diskografi
- 1996 − Amanda Sedgwick: Volt, Caprice Records CAP 21491 (1996 års ”Jazz i Sverige”-album)
- 2004 − Amanda Sedgwick featuring Philip Harper: Reunion, Touche Music TMcCD 021[11]
- 2009 − Amanda Sedgwick Quartet: Delightness, Touché Music TMcCD 030[12][13][14]
- 2013 − Amanda Sedgwick Quintet: Shadow and Act, Machine 7B, Plugged PB7[12][15]

## Priser och utmärkelser
- 1996 − Jazzkatten som "Årets nykomling"
- 2008 − Stipendium från Laila och Charles Gavatins stiftelse